# Koray Palaz
Koray Palaz (* 29. November 1978 in Istanbul) ist ein englisch-türkischer Fußballtrainer.

## Trainerkarriere
Palaz zog mit seiner Familie 1989 von Istanbul nach London. Hier startete er 2001 seine Trainerkarriere. Nach und nach erwarb er sich die notwendigen Trainerlizenzen. Von 2006 bis 2011 arbeitete er bei Tottenham Hotspur als Scout und Nachwuchstrainer. Darüber hinaus arbeitete er auch als Scout für die türkischen Nationalmannschaften und hatte Anteil daran, dass Spieler wie Colin Kâzım-Richards oder Jem Paul Karacan für die türkischen Nationalmannschaften gewonnen werden konnten.
2011 siedelte er in die Türkei und arbeitete der Reihe nach bei Kardemir Karabükspor und Orduspor als Chefscout. Ab 2012 arbeitete er in dieser Funktion auch bei Beşiktaş Istanbul.
Im Februar 2016 übernahm er den Zweitligisten Denizlispor und arbeitete damit zum ersten Mal als Cheftrainer. Da er zu diesem Zeitpunkt die notwendige Trainerlizenz nicht besaß, wurde er offiziell als Co-Trainer beschäftigt und sein eigentlicher Co-Trainer Ümit Metin Yıldız dem Verband als Cheftrainer angegeben. Er bewahrte die Mannschaft vor dem Abstieg in die Drittklassigkeit, indem er mit Denizlispor aus 13 Spielen insgesamt 21 Punkte holte. Der Verein belegte in der Abschlusstabelle den 15. Platz und durfte somit in der Liga verbleiben. Nach der Saison verließ Palaz die Mannschaft.
Anfang September 2016 wurde er beim Zweitligisten Manisaspor als neuer Cheftrainer eingestellt. Auch hier wurde er offiziell als Co-Trainer eingestellt, während sein Co-Trainer Hasan Akçaylı dem Verband als Cheftrainer angegeben wurde. Nach der 0:4-Auswärtsniederlage gegen den Aufsteiger Bandırmaspor trat Palaz bereits nach vier Spieltagen von seinem Amt zurück.